# Adama Malouda Traoré
Adama Traoré, mais conhecido como também como Adama Malouda Traoré (Bamako, 5 de junho de 1995) é um futebolista malinês que atua como ponta-direita. Atualmente joga pelo Ferencváros e pela Seleção Malinesa.

## Carreira

### Mazembe
Em 2011, Traoré iniciou sua carreira no Olympique Bamako e no verão de 2013 transferiu-se para o Mazembe. Fez sua estreia na Liga dos Campeões da CAF de 2014 no empate de 0–0 com Zamalek, do Egito. Em 10 de agosto de 2014, fez seu primeiro gol pela CAF na vitória por 3–1 sobre o Al-Hilal Omdurman, do Sudão. Na temporada seguinte, Traoré ajudou o Mazembe a vencer seu quinto título da CAF, atuando nas partidas de ida e volta na final contra o USM Alger. Na disputa do Mundial no Japão, o Mazembe terminou na sexta colocação após perder para o Sanfrecce Hiroshima e América.
Em 20 de fevereiro de 2016, conquistou a Supercopa da CAF ao vencer por 2–1 o Étoile du Sahel. Na temporada de 2016, o Mazembe acabou desclassificado da Liga dos Campeões da CAF ao perder por 3–1 para o Wydad Casablanca, tendo então entrado nas quartas de final da Copa das Confederações da CAF de 2016 onde disputariam a vaga com o Stade Gabèsien. Traoré fez sua estreia na competição no jogo de ida da competição e foi substituído aos 69 minutos por Déo Kanda. Em 28 de agosto de 2016, foi importante ao fazer os três gols de seu time na vitória por 3–1 sobre o Renaissance na Supercopa do RD Congo, sendo esse o terceiro título do Mazembe na competição.
O Mazembe chegou e disputou final contra o MO Béjaïa em 6 de novembro de 2016, onde se sagrar-se campeão do torneio pela primeira vez da Supercopa da CAF. Mazembe também voltou a disputar a Copa das Confederações da CAF de 2017 ao derrotar o Supersport United, com Traoré fez um gol no jogo de ida. Traoré também ganhou três Campeonatos de Futebol da República Democrática do Congo: 2013–14, 2015–16 e 2016–17, ganhando ao todo oito títulos pelo clube congolês.

### Metz
Em 20 de agosto de 2018, Traoré foi anunciado pelo clube francês FC Metz e assinou contrato por quatro anos. Fez sua estreia pela Ligue 2 em 17 de setembro, entrando aos 87 minutos no  lugar de Opa Nguette na vitória por 3–1 sobre o Béziers.

#### Empréstimos
Pelo baixo desempenho, em janeiro de 2019 acabou sendo emprestado ao Orléans até junho do mesmo ano. Após uma passagem sem brilho pelo Orléans, Traoré também foi emprestado ao Al-Adalah FC da Arábia Saudita em 19 de janeiro de 2020, permanecendo até o fim da temporada. Fez sua estreia pelo clube saudita em 25 de janeiro de 2020, no empate de 0–0 com o Al-Ittihad na 15ª rodada do Campeonato Saudita.
Em julho do mesmo ano, seu empréstimo foi aumentado até setembro para poder terminar a temporada que foi interrompida pela Pandemia de Covid-19.

### Sheriff Tiraspol
Em 10 de fevereiro de 2021, Traoré assinou con o Sheriff Tiraspol. Pelo Sheriff, voltou a ter boas atuações, fazendo nove gols em 15 jogos do Campeonato Moldavo de 2020–21.
Na Liga dos Campeões de 2021–22, fez seis gols ao todo: quatro na fase preliminar (dois contra KS Teuta e dois no Dínamo Zagreb) e dois na fase de grupos (um contra Shakhtar Donetsk e um contra a Inter de Milão).

## Seleção Malinesa

### Sub-20
Traoré integrou o elenco de Mali na Copa do Mundo Sub-20 de 2013. Atuou em apenas uma partida do Mundial, a derrota de 4–1 para o México Sub-20, tendo Mali sido eliminado.

### Principal
Em 6 de julho 2013, Traoré fez sua estreia pela Seleção Principal na vitória de 3–1 sobre Guiné. Em 6 de janeiro de 2014, foi um dos 23 convocados para representar o Campeonato Africano das Nações de 2014. Cinco dias depois, fez um dos gols na vitória de 2–1 sobre a Nigéria. Após passar pela fase de grupos em primeiro lugar, Mali acabou sendo eliminado por Zimbábue nas quartas de final por 2–1. Também participou do elenco para a Copa Africana de Nações Sub-23 em novembro de 2015.
Em 16 de junho de 2019, foi um dos convocados  para jogar a Campeonato Africano das Nações de 2019, no Egito. Em 24 de junho de 2019, fez um dos gols da vitória de 4–1 sobre a Mauritania. Também foi um dos convocados para representar Mali no Campeonato Africano das Nações de 2021 em dezembro de 2021.

## Estatísticas

### Clubes
Atualizadas até dia 22 de abril de 2022.
| Clubes            | Temporada         | Campeonato nacional | Campeonato nacional | Campeonato nacional | Copa nacional | Copa nacional | Copa nacional | Competições continentais | Competições continentais | Competições continentais | Outros torneios | Outros torneios | Outros torneios | Total | Total | Total   |
| Clubes            | Temporada         | Jogos               | Gols                | Assist.             | Jogos         | Gols          | Assist.       | Jogos                    | Gols                     | Assist.                  | Jogos           | Gols            | Assist.         | Jogos | Gols  | Assist. |
| ----------------- | ----------------- | ------------------- | ------------------- | ------------------- | ------------- | ------------- | ------------- | ------------------------ | ------------------------ | ------------------------ | --------------- | --------------- | --------------- | ----- | ----- | ------- |
| Metz              | 2018–19           | 2                   | 0                   | 0                   | 2             | 0             | 0             | —                        | —                        | —                        | —               | —               | —               | 4     | 0     | 0       |
| Metz              | Total             | 2                   | 0                   | 0                   | 2             | 0             | 0             | 0                        | 0                        | 0                        | 0               | 0               | 0               | 4     | 0     | 0       |
| US Orléans        | 2018–19           | 6                   | 0                   | 0                   | —             | —             | —             | —                        | —                        | —                        | —               | —               | —               | 6     | 0     | 0       |
| US Orléans        | Total             | 6                   | 0                   | 0                   | 0             | 0             | 0             | 0                        | 0                        | 0                        | 0               | 0               | 0               | 6     | 0     | 0       |
| Al-Adalah         | 2019–20           | 15                  | 1                   | 0                   | —             | —             | —             | —                        | —                        | —                        | —               | —               | —               | 15    | 1     | 0       |
| Al-Adalah         | Total             | 15                  | 1                   | 0                   | 0             | 0             | 0             | 0                        | 0                        | 0                        | 0               | 0               | 0               | 15    | 1     | 0       |
| Sheriff Tiraspol  | 2020–21           | 15                  | 9                   | 6                   | 3             | 1             | 1             | —                        | —                        | —                        | —               | —               | —               | 18    | 10    | 7       |
| Sheriff Tiraspol  | 2021–22           | 21                  | 7                   | 5                   | 1             | 0             | 0             | 16                       | 7                        | 3                        | 1               | 0               | 0               | 39    | 14    | 8       |
| Sheriff Tiraspol  | Total             | 31                  | 16                  | 11                  | 3             | 1             | 1             | 16                       | 7                        | 3                        | 1               | 0               | 0               | 82    | 25    | 15      |
| Total na carreira | Total na carreira | 31                  | 16                  | 11                  | 5             | 1             | 1             | 16                       | 7                        | 3                        | 1               | 0               | 0               | 82    | 25    | 15      |

- a. ^ Jogos da Copa da Moldávia
- b. ^ Jogos da Liga dos Campeões da UEFA e Liga Europa da UEFA
- c. ^ Jogos da Supercopa da Moldávia

### Seleção
| Seleção | Ano   | Jogos | Gols | Assist. |
| ------- | ----- | ----- | ---- | ------- |
| Mali    | 2017  | 3     | 0    | 0       |
| Mali    | 2018  | 5     | 1    | 0       |
| Mali    | 2019  | 12    | 3    | 1       |
| Mali    | 2020  | 2     | 0    | 0       |
| Mali    | 2021  | 10    | 2    | 2       |
| Mali    | 2022  | 6     | 0    | 0       |
| Total   | Total | 38    | 6    | 3       |

#### Gols pela Seleção
| #  | Data                   | Local                                                     | Adversário     | Gol | Resultado | Competição                                                 |
| -- | ---------------------- | --------------------------------------------------------- | -------------- | --- | --------- | ---------------------------------------------------------- |
| 1. | 9 de setembro de 2018  | Juba Stadium, Juba, Sudão do Sul                          | Sudão do Sul   | 2–0 | 3–0       | Qualificações para o Campeonato Africano de Nações de 2019 |
| 2. | 23 de março de 2019    | Stade du 26 Mars, Bamako, Mali                            | Sudão do Sul   | 3–0 | 3–0       | Qualificações para o Campeonato Africano de Nações de 2019 |
| 3. | 23 de junho de 2019    | Estádio de Suez, Suez, Egito                              | Mauritânia     | 4–1 | 4–1       | Campeonato Africano das Nações de 2019                     |
| 4. | 5 de setembro de 2019  | Estádio Príncipe Mohamed bin Fahd, Dammam, Arábia Saudita | Arábia Saudita | 1–0 | 1–1       | Amistoso                                                   |
| 5. | 14 de novembro de 2019 | Stade du 26 Mars, Bamako, Mali                            | Guiné          | 1–0 | 2–2       | Qualificações para o campeão Africano de Nações de 2021    |
| 6. | 1 de setembro de 2021  | Stade Adrar, Agadir, Marrocos                             | Ruanda         | 1–0 | 1–0       | Eliminatórias da Copa do Mundo de 2022                     |

## Títulos

### Mazembe
- Campeonato da República Democrática do Congo de Futebol: 2013–14, 2015–16 e 2016–17
- Supercopa da República Democrática do Congo: 2016
- Liga dos Campeões da CAF: 2015
- Taça das Confederações da CAF: 2016 e 2017
- Supercopa da CAF: 2016

### Metz
- Ligue 2: 2018–19

### Sheriff Tiraspol
- Campeonato Moldavo: 2020–21